# Jinfo Shan
Jinfo Shan (kinesiska: 金佛山) är ett berg i Kina. Det ligger i storstadsområdet Chongqing, i den sydvästra delen av landet, omkring 84 kilometer sydost om det centrala stadsdistriktet Yuzhong. Toppen på Jinfo Shan är 2 238 meter över havet.
Jinfo Shan är den högsta punkten i trakten. Runt Jinfo Shan är det ganska tätbefolkat, med 248 invånare per kvadratkilometer. Närmaste större samhälle är Dongcheng, 16,3 km norr om Jinfo Shan. I omgivningarna runt Jinfo Shan växer i huvudsak blandskog.
Genomsnittlig årsnederbörd är 1 441 millimeter. Den regnigaste månaden är maj, med i genomsnitt 266 mm nederbörd, och den torraste är januari, med 19 mm nederbörd.